# Мюллер, Филинту
Филинту Штрубинг Мюллер (порт. Filinto Strubing Müller; 11 июля 1900, Куяба — 11 июля 1973, Иль-де-Франс) — бразильский полицейский, политик и государственный деятель крайне правого направления. Участник тенентистских вооружённых восстаний 1922 и 1924. Руководитель репрессивного аппарата режима Жетулиу Варгаса в 1933—1942. Жёстко подавлял антиправительственные выступления. Председатель правящей партии Национальный союз обновления в 1969—1973, председатель Федерального сената Бразилии в 1973.

## Происхождение и образование
Родился в семье немецкого происхождения. Дед Филинту Мюллера был врачом; он переселился из Германии в Бразилию для изучения тропических болезней и способов их лечения. Отец Филинту Мюллера несколько раз занимал пост мэра Куябы. Семейство Мюллер принадлежало к местной социально-политической элите.
В 1919 году Филинту Мюллер прибыл в Рио-де-Жанейро и поступил в Военную школу Реаленго. Получил военную специальность офицера артиллерии. Впоследствии, в 1938 году, окончил в Рио-де-Жанейро юридический факультет Федерального университета Флуминенсе.

## Участник тенентистских восстаний
Мировоззрение и политические взгляды Филинту Мюллера отличались крайне правым радикализмом, он увлекался идеями европейского фашизма. При этом Мюллер был противником олигархического режима «Старой республики», обличал коррупцию, подавление свободы и экономический застой. Не разделяя демократических лозунгов тенентизма, Мюллер поддерживал это движение как национал-патриотическую и антиэлитную силу.
В 1922 году второй лейтенант артиллерии Мюллер присоединился к тенентистскому Восстанию лейтенантов. В 1924 он примкнул к Восстанию Сан-Паулу. На следующий год командовал одним из отрядов в Колонне Престеса. Участвовал в боях, получил звание повстанческого капитана. При этом Мюллер вызывал недовольство ведущего повстанческого командира Луиса Карлоса Престеса — будущего лидера Бразильской компартии. Престес считал Мюллера способным к измене и требовал, чтобы Мигел Коста отчислил его из повстанческих войск. Персональная вражда между Мюллером и Престесом наложила отпечаток на их политические биографии.
После подавления тенентистского восстания Мюллер перебрался в Аргентину. Работал водителем, занимался продажей автомашин. В 1927 вернулся в Бразилию, где был арестован и несколько месяцев провёл в тюрьме.

## Начальник полиции
Филинту Мюллер решительно поддержал Бразильскую революцию 1930 года. Являлся преданным сторонником Жетулиу Варгаса и его Нового государства. Занимал пост кабинет-секретаря военного министра.
В 1933 году президент Варгас назначил Мюллера начальником федеральной полиции Рио-де-Жанейро. Филинту Мюллер возглавлял все полицейские службы округа, в том числе орган политического сыска ДОПС. Проводил репрессивную политику, обвинялся в произвольных арестах оппозиционеров и применении пыток. Считался главным проводником репрессий «Нового государства».
В 1935 году Филинту Мюллер жёстко подавлял коммунистическое Ноябрьское восстание (в котором, наряду с коммунистами, участвовали его бывшие соратники-тенентисты). По приказу Мюллера была арестована и депортирована в Третий рейх Ольга Бенарио-Престес — жена Луиса Карлоса Престеса (в 1942 году она была убита при испытании отравляющего газа в нацистской экспериментальной клинике). Судьба Ольги Бенарио-Престес считается худшим преступлением Филинту Мюллера. В то же время сторонники Мюллера утверждают, что он лишь выполнял приказ главы государства, утверждённый к тому же высшей судебной инстанцией.
В то же время, в 1938 году крайний антикоммунист Мюллер столь же энергично подавил мятеж фашистов-интегралистов. Взгляды и позиции интегралистов были близки Мюллеру (как и самому Варгасу), но режим жёстко пресекал любое вооружённое повстанчество.
Филинту Мюллер откровенно симпатизировал не только фашистским режимам, но и гитлеровскому нацизму. В 1937 он посетил Берлин, где встретился с Генрихом Гиммлером. Использовал опыт гестапо в бразильской полицейской службе. Поддерживал государства Оси во Второй мировой войне. Эта позиция сильно подорвала положение Мюллера после того, как Жетулиу Варгас сориентировался на Антигитлеровскую коалицию. В июле 1942 Мюллер попытался запретить в Рио-де-Жанейро проамериканскую антинацистскую демонстрацию — и за это был отстранён от должности. До 1945 возглавлял корпоративный орган Национальный совет труда.

## Правый политик
В 1945 году правительство Варгаса вынужденно согласилось на демократические реформы. Филинту Мюллер стал одним из учредителей Социал-демократической партии (несмотря на название, партия стояла на консервативно-националистических позициях и поддерживала Варгаса). С 1947 по 1973 Мюллер был сенатором от штата Мату-Гросу. Поддерживал Жетулиу Варгаса в период его второго президентства, был противником антиваргасовских заговоров первой половины 1950-х.
После самоубийства Жетулиу Варгаса в 1954 Филинту Мюллер сориентировался на правые военные круги. В 1963 выступал за жёсткое силовое подавление индейских выступлений в Мату-Гросу.
Поддержал переворот 1964 года, свержение Жуана Гуларта и приход к власти маршала Умберту Кастелу Бранку. Участвовал в создании правой проправительственной партии Национальный союз обновления (АРЕНА). В 1969 стал председателем АРЕНА, в 1973 — председателем Федерального сената Бразилии. Представлял праворадикальные круги в политическом руководстве.

Филинту Мюллер сотрудничал с двумя диктатурами, которые железной рукой управляли Бразилией в XX веке. При диктатуре Варгаса он служил начальником полиции. При режиме генералов он был лидером политической поддержки.

До конца жизни Филинту Мюллер считался «самым опасным человеком Бразилии».

## Гибель и память
В день своего 73-летия Филинту Мюллер погиб в авиационной катастрофе при посадке самолёта в аэропорту Париж-Орли.
Филинту Мюллер был объявлен национальным героем Бразилии. Похороны имели государственный статус и проходили с воинскими почестями.
Имя Филинту Мюллера носило крыло в здании федерального сената. Этот факт вызывал возмущение левой общественности. В 2014 было принято решение переименовать крыло в честь Луиса Карлуса Престеса.

## Семья
В 1926, находясь в эмиграции в Аргентине, Филинту Мюллер женился на аргентинке баскского происхождения Консуэло де ла Ластра. В браке супруги имели двух дочерей — Марию Луизу (стала известным юристом) и Риту Жулию (стала известным психологом). Приёмной дочерью была Мария Луиза Беатрис, племянница Консуэло (жена аргентинского прокурора).
Консуэло Миллер погибла в авиакатастрофе вместе с мужем и внуком Антонио Педро.